# برابر ماه زیبا (فیلم)
برابر ماه زیبا (به تامیلی: Chandramukhi) فیلمی محصول سال ۲۰۰۵ و به کارگردانی پی. واسو است. در این فیلم بازیگرانی همچون راجینیکانت، پرابو، جیوتیکا، وادیولو، نایانتارا ایفای نقش کرده‌اند.
دنباله این فیلم برابر ماه زیبا ۲ نام دارد.